# 김해운동장
김해운동장(金海運動場, Gimhae Stadium)은 대한민국 경상남도 김해시에 있는 스포츠 시설이다. 천연잔디 필드와 몬도트랙이 갖춰져 있는 경기장이며, 2004년 5월에 준공되었다. 김해시청 축구단의 홈 경기장으로 사용되고 있다. 또한 경남 FC가 도내 순회 경기를 할 때 홈 경기장으로 사용되기도 했다.

## 기록

### 2006년 피스퀸컵
| 날짜             | 팀 1     | 스코어 | 팀 2           | 라운드 |
| ---------------- | -------- | ------ | -------------- | ------ |
| 2006년 10월 29일 | 네덜란드 | 0 - 1  | 오스트레일리아 | B조    |
| 2006년 10월 29일 | 미국     | 1 - 1  | 덴마크         | B조    |

## 참고 문헌
- “김해운동장 시설 안내”. 김해시도시개발공사.
- 《전국 공공체육 시설 현황 (2017년말 기준)》. 대한민국 문화체육관광부. 2019.
- 《2023 전국 공공체육시설 현황 (2022년 12월말 기준)》. 대한민국 문화체육관광부. 2024.

## 같이 보기
- 김해종합운동장